# Аљбина Кељменди
Аљбина Кељменди (алб. Albina Kelmendi; Пећ, 27. јануар 1998) је албанска певачица и текстописац. Она је стекла славу након што је била другопласирана у четвртој сезони Гласа Албаније 2014.

## Ране године и каријера
Аљбина Кељменди је рођена у Пећи. Учила је кларинет и клавир у музичкој школи у свом родном граду, а са породицом је почела да наступа под именом Family Band.
Истакнула се 2014. године, када је била другопласирана у четвртој сезони Гласа Албаније. Следеће године учествовала је на дванаестом издању Top Fest-а са, где је представила песму Nuk ka ma mire.
У јуну 2022, објавила је свој деби албум Nana loke. У децембру исте године, она и пет чланова њене породице учествовали су на Фестивали и Кенгес 61 као Аљбина & породица Кељменди, где су представили песму Duje. Док је финалне вечери освојила друго место, о чијем је резултату одлучивао жири, гласањем публике изабрана је за представницу Албаније на Песми Евровизије 2023. у Ливерпулу, у Уједињеном Краљевству.

## Дискографија

### Студијски албуми
| Наслов | Детаљи о албуму                       |
| ------ | ------------------------------------- |
|        | - Објављено: 25. јуна 2022. - Ознака: |

### Синглови

#### Као главни уметник
| Наслов                     | Година | Албум               |
| -------------------------- | ------ | ------------------- |
|                            | 2015.  | синглови без албума |
|                            | 2016.  | синглови без албума |
| (са Синаном Власлијуом)    | 2018.  | синглови без албума |
|                            | 2020.  | синглови без албума |
| (са Таулантом Бајралијуом) |        | синглови без албума |
|                            |        | синглови без албума |
|                            |        | синглови без албума |
|                            |        | синглови без албума |
|                            |        | синглови без албума |
| (са Лабинотом Тахиријем)   |        | синглови без албума |
| (са Јмером Бајрамијем)     |        | синглови без албума |
|                            | 2021.  | синглови без албума |
|                            |        | синглови без албума |
|                            |        | синглови без албума |
|                            |        | синглови без албума |
|                            |        | синглови без албума |
|                            |        | синглови без албума |
|                            |        | синглови без албума |
|                            |        | синглови без албума |
|                            | 2022.  | синглови без албума |
|                            |        | синглови без албума |
|                            |        | синглови без албума |
| [ а ]                      |        | синглови без албума |